# Vora Mackintosh
Vora June Douglas Mackintosh (ur. 2 czerwca 1929 w Londynie, zm. 30 kwietnia 1998 tamże) – brytyjska narciarka alpejska, uczestniczka zimowych igrzysk olimpijskich 1952 rozgrywanych w Oslo.

## Osiągnięcia

### Igrzyska olimpijskie
| Miejsce | Dzień     | Rok  | Miejscowość | Konkurencja   | Czas biegu  | Strata   | Zwyciężczyni         |
| ------- | --------- | ---- | ----------- | ------------- | ----------- | -------- | -------------------- |
| 38.     | 14 lutego | 1952 | Oslo        | Slalom gigant | 2:57.1 min. | +50.3 s. | Andrea Mead-Lawrence |
| DSQ.    | 27 lutego | 1952 | Oslo        | Zjazd         | —           | —        | Andrea Mead-Lawrence |